# Withnail och jag
Withnail och jag (originaltitel: Withnail and I) är en brittisk dramakomedi-film från 1987 skriven och regisserad av Bruce Robinson. Filmens handling bygger på Robinsons eget liv som fattig skådespelare i 1960-talets Camden Town, och räknas som en kultfilm i hemlandet Storbritannien.

## Handling
Två alkoholberoende och arbetslösa skådespelare från Camden Town beger sig ut på landsbygden på en semesterresa som visar sig ödesdiger.

## Medverkande
- Paul McGann – Marwood/I
- Richard E. Grant – Withnail
- Richard Griffiths – Monty
- Ralph Brown – Danny
- Michael Elphick – Jake
- Daragh O'Malley – irländaren

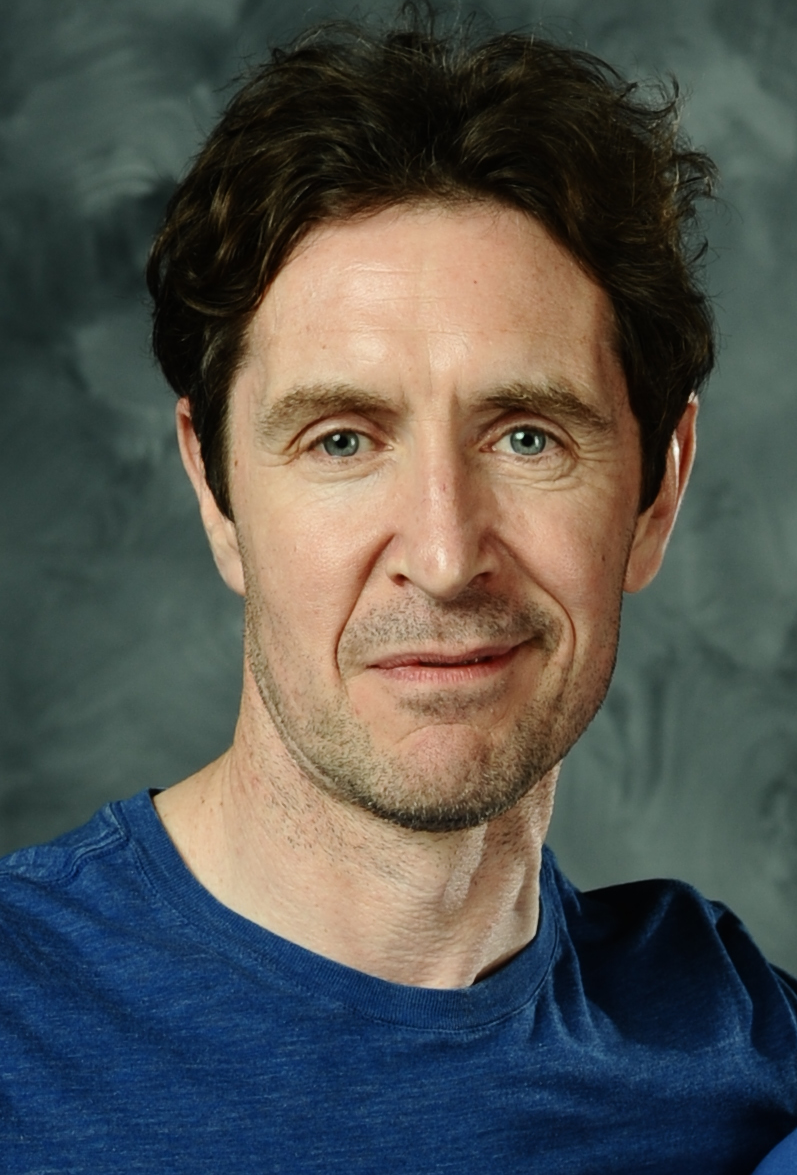
Paul McGann
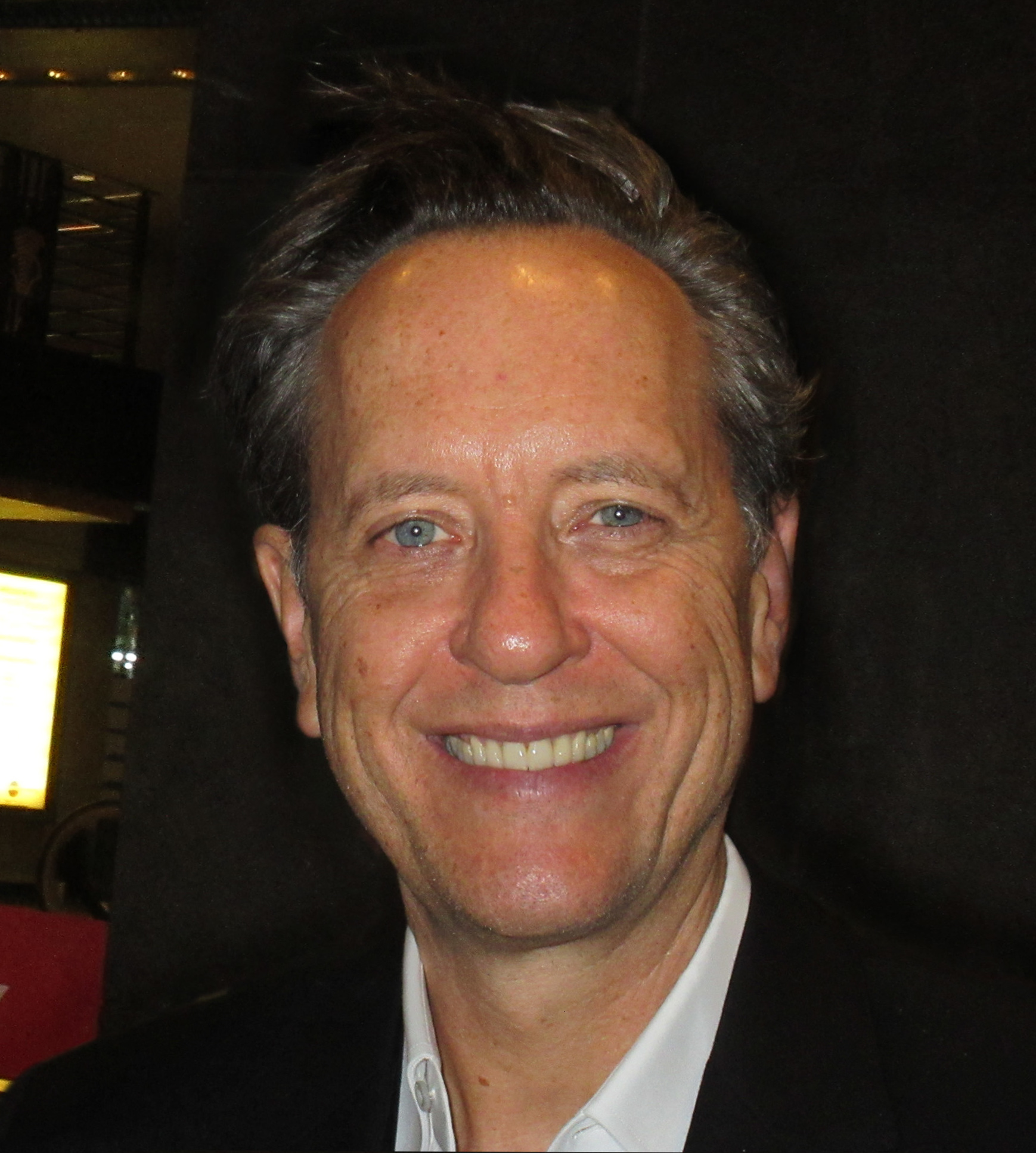
Richard E. Grant